# 시편 14편
시편 14편은 14번째 시편이다. 그리스어 70인역과 라틴 불가타에서는 시편 13편이 "Dixit insipiens in corde suo"라는 약간 다른 번호로 되어 있다. 저자는 전통적으로 다윗 왕에게 할당된다. 약간의 차이를 제외하면 시편 53편과 내용이 거의 동일하다.
시편은 유대교, 가톨릭, 루터교, 성공회 및 기타 개신교 전례의 정규 부분을 형성한다.

## 내용
1. 어리석은 자는 그의 마음에 이르기를 하나님이 없다 하는도다 그들은 부패하고 그 행실이 가증하니 선을 행하는 자가 없도다
2. 여호와께서 하늘에서 인생을 굽어살피사 지각이 있어 하나님을 찾는 자가 있는가 보려 하신즉
3. 다 치우쳐 함께 더러운 자가 되고 선을 행하는 자가 없으니 하나도 없도다
4. 죄악을 행하는 자는 다 무지하냐 그들이 떡 먹듯이 내 백성을 먹으면서 여호와를 부르지 아니하는도다
5. 그러나 거기서 그들은 두려워하고 두려워하였으니 하나님이 의인의 세대에 계심이로다
6. 너희가 가난한 자의 계획을 부끄럽게 하나 오직 여호와는 그의 피난처가 되시도다
7. 이스라엘의 구원이 시온에서 나오기를 원하도다 여호와께서 그의 백성을 포로된 곳에서 돌이키실 때에 야곱이 즐거워하고 이스라엘이 기뻐하리로다

### 히브리어 버전
| 절 | 내용                                                                      |
| -- | ------------------------------------------------------------------------- |
| 1  | ;לַמְנַצֵּחַ, לְדָוִד: אָמַר נָבָל בְּלִבּוֹ, אֵין אֱלֹהִים .הִשְׁחִיתוּ, הִתְעִיבוּ עֲלִילָה-- אֵין עֹשֵׂה-טוֹב |
| 2  | :יְהוָה-- מִשָּׁמַיִם, הִשְׁקִיף עַל-בְּנֵי-אָדָם .לִרְאוֹת, הֲיֵשׁ מַשְׂכִּיל-- דֹּרֵשׁ, אֶת-אֱלֹהִים         |
| 3  | .הַכֹּל סָר, יַחְדָּו נֶאֱלָחוּ: אֵין עֹשֵׂה-טוֹב--אֵין, גַּם-אֶחָד                             |
| 4  | .הֲלֹא יָדְעוּ, כָּל-פֹּעֲלֵי-אָוֶן: אֹכְלֵי עַמִּי, אָכְלוּ לֶחֶם; יְהוָה, לֹא קָרָאוּ                 |
| 5  | .שָׁם, פָּחֲדוּ פָחַד: כִּי-אֱלֹהִים, בְּדוֹר צַדִּיק                                        |
| 6  | .עֲצַת-עָנִי תָבִישׁוּ: כִּי יְהוָה מַחְסֵהוּ                                             |
| 7  | :מִי יִתֵּן מִצִּיּוֹן, יְשׁוּעַת יִשְׂרָאֵל בְּשׁוּב יְהוָה, שְׁבוּת עַמּוֹ; יָגֵל יַעֲקֹב, יִשְׂמַח יִשְׂרָאֵל      |

## 의미
다윗은 청중들에게 하나님을 믿지 않는 것은 어리석은 일이라고 말하고 있다. 첫 문장은 "어리석은 자는 그의 마음에 이르기를 하나님이 없다 하는도다"라고 말한다. 성경에서 어떤 사람이나 어떤 사람이 "어리석다"고 언급될 때 이것은 그 사람이 "하나님의 말씀을 무시하는 사람"임을 의미한다. 그는 그들을 부패하다고 말하며 "가증하니"고 말할 때 가증한 일을 한다. 다윗은 인간이 죄의 본성을 가지고 있기 때문에 하나님 없이는 어떤 선도 행할 수 없음을 분명히 하고 있다. 하나님을 믿지 않는 사람은 증오와 부패한 행동에 취약하다.
일부 기독교 주석에 따르면 다윗은 그의 백성을 되찾기 위해 그리스도의 재림을 언급하기 시작한다. 그가 이스라엘의 구원과 그들을 포로에서 이끌어 내는 것에 대해 논할 때, 그는 주님이 그의 이름을 부르는 자들과 그의 믿는 자들을 땅의 죄의 지배에서 벗어나 안전한 곳으로 인도하실 것이라고 말하고 있다.